# CD Universidad de El Salvador
Club Deportivo Universidad de El Salvador (UES) – salwadorski klub piłkarski z siedzibą w stołecznym mieście San Salvador, w departamencie San Salvador. Obecnie występuje na pierwszym szczeblu rozgrywek – Primera División. Domowe mecze rozgrywa na obiekcie Estadio Universitario UES.

## Osiągnięcia

### Krajowe
- Primera División

mistrzostwo (0):
wicemistrzostwo (1): 1966

## Historia
Klub od początku swojego założenia jest oficjalnym reprezentantem najstarszej i największej placówki w kraju, stołecznego Universidad de El Salvador. Po raz pierwszy awansował do najwyższej klasy rozgrywkowej w sezonie 1956/1957, jednak spadł z niej już po upływie roku. Po kilku latach gry w drugiej lidze, podczas rozgrywek 1962/1963, drużyna wywalczyła kolejną promocję do Primera División de Fútbol Profesional, bezpośrednio po tym zatrudniając Mauricio Alonso Rodrígueza, uznawanego przez kibiców za największą legendę w historii drużyny, który jej barwy reprezentował przez kolejne dziewięć lat. W sezonie 1965/1966 ekipa odniosła pierwszy i zarazem jedyny większy sukces w swojej historii w postaci wicemistrzostwa Salwadoru, tracąc trzy punkty w tabeli do klubu Alianza FC. W pierwszej lidze UES występował w latach 1963–1980, kiedy to drugi raz został relegowany na zaplecze Primera División, lecz do najwyższej klasy rozgrywkowej powrócił po zaledwie kilkunastu miesiącach i bez większych sukcesów pozostawał w niej w latach 1981–1987.
Od 1987 roku, po trzecim spadku z Primera División, zespół bezskutecznie próbował powrócić na najwyższy szczebel ligowy i przez kilka kolejnych lat grał w drugiej lidze, po czym zanotował relegację do trzeciej ligi. W połowie 2002 roku, dzięki zakupieniu licencji drużyny Real Santa Ana, UES dostał się do Segunda División de Fútbol Salvadoreño, ale spędził w niej zaledwie dwanaście miesięcy, po czym ponownie spadł do trzeciej klasy rozgrywkowej. Po kilku latach kolejny raz zdołał awansować do Segunda División, gdzie występował w latach 2008–2010. W 2010 roku, po decydującym triumfie nad Once Municipal, klub po 23 latach nieobecności powrócił do Primera División.

## Aktualny skład
Stan na 1 września 2015.
| Nr | Poz. | Piłkarz            |
| -- | ---- | ------------------ |
| 1  | BR   | Jassir Deras       |
| 2  | OB   | Francisco Granados |
| 3  | OB   | Otoniel Carranza   |
| 4  | OB   | Edwin Martínez     |
| 6  | OB   | Marcelo Posadas    |
| 7  | PO   | Wilmer Henríquez   |
| 8  | PO   | Elman Rivas        |
| 9  | PO   | Raphael Alves      |
| 10 | NA   | Roberto González   |
| 11 | OB   | William Mancia     |
| 12 | OB   | Kévin Calderón     |
| 15 | PO   | Rafael Acosta      |
| 16 | PO   | Eder Renderos      |
| 17 | PO   | Fabricio Álfaro    |
| 19 | NA   | Ronald Ascencio    |
| 20 | NA   | Sergio Rubio       |

| Nr | Poz. | Piłkarz             |
| -- | ---- | ------------------- |
| 21 | OB   | Juan Carlos Moscoso |
| 23 | PO   | Carlos Aparicio     |
| 24 | PO   | Jonathan Guardado   |
| 25 | BR   | Héctor Ramírez      |
| 26 | BR   | Douglas Batres      |
| 27 | PO   | Edwin Benítez       |
| 29 | NA   | Carlos Ceballos     |
| 31 | NA   | Carlos Martínez     |
| 32 | PO   | Eliezer Vázquez     |
| 35 | OB   | Marvín Lovo         |
| 36 | PO   | Javier Durán        |
| 37 | PO   | Sergio Calero       |
| 38 | PO   | Cristian Renderos   |
| 41 | OB   | Geovanny Henríquez  |
| 47 | OB   | Oscar Menjivar      |
| 67 | PO   | Kévin Surio         |

## Trenerzy
- Miguel Ángel Díaz (lip 2005 – cze 2010)
- Rubén Alonso (cze – lis 2010)
- Edgar Henríquez (lis 2010 – mar 2011)
- Eraldo Correia (mar – wrz 2011)
- Miguel Soriano (wrz – paź 2011)
- Jorge Ábrego (paź – lis 2011)
- Roberto Gamarra (sty – lis 2012)
- Jorge Ábrego (lis 2012 – mar 2013)
- Miguel Arévalo (mar – kwi 2013)
- Carlos Meléndez (kwi – lip 2013)
- Jorge García (lip 2013 – lut 2014)
- William Renderos Iraheta (lut 2014 – wrz 2015)
- Efraín Burgos (wrz – gru 2015)
- Edgar Henríquez (od sty 2016)